# Тапакуло бразильський
Тапакуло бразильський (Scytalopus novacapitalis) — вид горобцеподібних птахів родини галітових (Rhinocryptidae).

## Поширення
Ендемік Бразилії. Вид поширений в південно-східній частині штату Гояс, Федеральному окрузі та на заході штату Мінас-Жерайс. Мешкає в підліску галерейних лісів і в районах густої прибережної рослинності, часто в сезонно затоплених районах, на висотах від 800 до 1000 метрів над рівнем моря.

## Опис
Птах завдовжки 11 см. Один самець важив 19,2 г, а два екземпляри невідомої статі — 15,6 і 18,6 г. Птах зверху від синьо-сірого кольору, а знизу — від білувато-сірого. Нижня частина спини і круп червонувато-коричневі, а підхвістя руде з сірими перегородками.

## Спосіб життя
Він годується на землі або поблизу неї. Полює на комах, павуків і багатоніжок.